# 航空小英雄

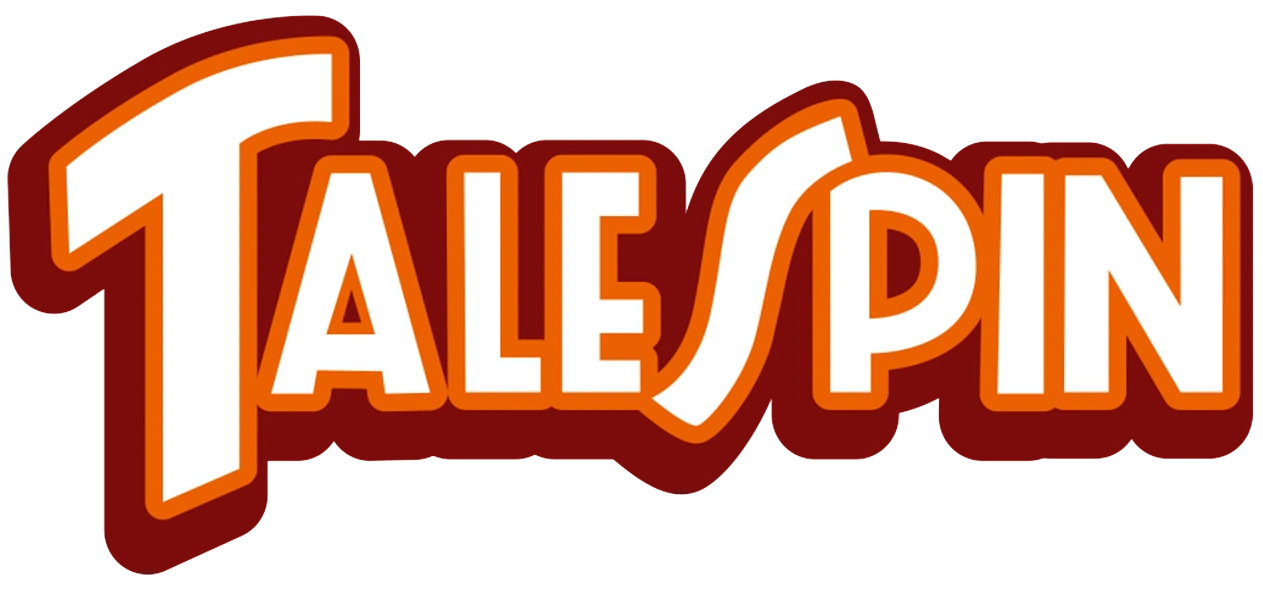
航空小英雄的標題

《航空小英雄》（英語：TaleSpin）是美國迪士尼公司從1990年9月7日到1991年8月8日播出的動畫影集，共65集，最後一集由於包含恐怖主義成分，所以被禁止在電視上播出。影集一部分由中录德加拉在中華人民共和國发行中文版 VCD，但是片名错误的改成了“航天小英雄”。

## 作品概要
以『森林王子』登場的動物角色即懶熊巴魯為主角的作品，他在裡面是一位個性慵懶但技術高超的航空飛行員。
本作全65集，在美國、第一次播放時就推出2小時的特別篇。
2022年4月6日，Disney+移除其中2集後，上傳全 63集播放。

## 主要登場人物
巴魯
配音 - Ed Gilbert(美版配音)；雷威遠(迪士尼頻道) / 楊少文（Disney+）
本作主角，原型是『森林王子』登場的動物角色即懶熊巴魯。
他是貨機駕駛也是一名優秀的飛行員，造型是一隻懶熊，愛機叫做海鴨號。個性豪爽不拘小節但又慵懶，造成他設立的航空公司因此生意不佳而被銀行將公司出售給蕾貝卡來抵債，巴魯也因此成為他的員工。
凱特‧克勞‧奇特
配音 - R. J. Williams (美版配音)；林芳雪(迪士尼頻道) / 穆宣名（Disney+）
以前曾是空賊、現在是巴魯的同伴，並擔任他的領航員，造型是一隻小棕熊。經常反戴著帽子，並擅長使用扇形的滑板在空中滑行。
蕾碧嘉
配音 -  薩莉·斯特拉瑟斯(美版配音)；王華怡(迪士尼頻道) /郭馨雅（Disney+）
單親媽媽，造型是一隻留著長髮的棕熊，獨資買下巴魯的航空公司並改名為高飛運輸公司而成為他的老闆。原本看不起巴魯散漫的個性，但隨著兩人陸續相處下而逐漸對巴魯改觀。
莫莉
配音 - Janna Michaels (美版配音)；許淑嬪(迪士尼頻道)
蕾碧嘉的6歲女兒，經常抱著一個娃娃。個性調皮大膽，非常喜歡巴魯。
路易
配音 -Cummings(美版配音)； 符爽（Disney+）
本作主要角色，原型是『森林王子』登場的動物角色即紅毛猩猩路易王。
是巴魯經常光臨的酒吧老闆，也是他的老朋友，造型是一隻紅毛猩猩。
野貓
配音 -Pat Fraley(美版配音)；夏治世（Disney+）
維修技工，是名機械天才，造型是一隻獅子。

### 敵人
唐・卡內基
配音 -Jim Cummings(美版配音)；姜先誠(迪士尼頻道) /陳幼文（Disney+）
空賊團的老大，造型是一隻紅狼。個性相當自大，也經常被巴魯整得七葷八素。

### 謝利工業
謝利可汗
配音 -Tony Jay(美版配音)；洪明(迪士尼頻道)
本作主要角色，原型是『森林王子』登場的動物角色即孟加拉虎謝利。
可汗企業的總裁，個性冷酷高傲且不擇手段，造型是一隻孟加拉虎，與巴魯之間算是亦敵亦友的關係。

### 其他人
Mad Dog以及Hacksaw
配音 - Charlie Adler(美版配音)
飛行員傑克
配音 - Jim Cummings(美版配音)
Kitten Kaboodle
配音 - Tress MacNeille(美版配音)
M.E.L.
配音 - David Lodge(美版配音)
Clementine Clevenger
配音 -Kath Soucie(美版配音)
Mr. Sultan
声 - Corey Burton(美版配音)
亨利
配音 - Frank Welker(美版配音)

## 播放集數
| 美國版標題                                   | 美國播放日     |
| -------------------------------------------- | -------------- |
| I Only Have Ice for You                      | 1990年9月7日   |
| A Bad Reflection on You Part 1               | 1990年9月11日  |
| 3話 Time Waits for No Bear                   | 1990年9月12日  |
| 4話 A Touch of Glass                         | 1990年9月19日  |
| 5話 It Came from Beneath the Sea Duck        | 1990年9月20日  |
| 6話 he Idol Rich                             | 1990年9月21日  |
| 7話 he Bigger They Are, the Louder They Oink | 1990年9月24日  |
| 8話 For a Fuel Dollars More                  | 1990年9月25日  |
| 9話 Stormy Weather                           | 1990年9月26日  |
| 10話 Mommy for a Day                         | 1990年9月27日  |
| 11話 The Time Bandit                         | 1990年9月28日  |
| 12話Polly Wants a Treasure                   | 1990年10月1日  |
| 13話 From Here to Machinery                  | 1990年10月2日  |
| 14話 Spy in the Ointment                     | 1990年10月3日  |
| 15話 All's Whale That Ends Whale             | 1990年10月4日  |
| 16話 Bearly Alive                            | 1990年10月5日  |
| 17話 A Star Is Torn                          | 1990年10月8日  |
| 18話 Her Chance to Dream                     | 1990年10月9日  |
| 19話 Molly Coddled                           | 1990年10月15日 |
| 20話 On a Wing and a Bear                    | 1990年10月16日 |
| 21話 The Golden Sprocket of Friendship       | 1990年10月22日 |
| 22話 War of the Weirds                       | 1990年10月24日 |
| 23話 Whistlestop Jackson, Legend             | 1990年10月30日 |
| 24話 A Baloo Switcheroo                      | 1990年11月1日  |
| 25話 The Balooest of the Bluebloods          | 1990年11月5日  |
| 26話 Vowel Play                              | 1990年11月6日  |
| 27話 Last Horizons                           | 1990年11月7日  |
| 28話 Feminine Air                            | 1990年11月8日  |
| 29話 Plunder and Lightning Part 1            | 1990年11月13日 |
| 30話 Plunder and Lightning Part 2            | 1990年11月15日 |
| 31話 Plunder and Lightning Part 3            | 1990年11月19日 |
| 32話 Plunder and Lightning Part 4            | 1990年11月20日 |
| 33話 Citizen Khan                            | 1990年11月21日 |
| 34話 Double or Nothing                       | 1990年11月22日 |
| 35話 Flight of the Snow Duck                 | 1990年11月23日 |
| 36話My Fair Baloo                            | 1990年11月27日 |
| 37話 Gruel and Unusual Punishment            | 1990年11月28日 |
| 38話 Flight School Confidential              | 1990年12月3日  |
| 39話 Save the Tiger                          | 1990年12月4日  |
| 40話The Old Man and the Sea Duck             | 1990年12月20日 |
| 41話 Bringing Down Babyfacel                 | 1991年1月7日   |
| 42話 Pizza Pie in the Sky                    | 1991年1月9日   |
| 43話 Louie's Last Stand                      | 1991年1月10日  |
| 44話Captains Outrageous                      | 1991年1月17日  |
| 45話 For Whom the Bell Klangs Part 1         | 1991年1月21日  |
| 46話 For Whom the Bell Klangs Part 2         | 1991年1月30日  |
| 47話 Jumping the Gunsl                       | 1991年1月31日  |
| 48話 Sheepskin Deep                          | 1991年2月4日   |
| 49話In Search of Ancient Blundersl           | 1991年2月5日   |
| 50話 Waiders of the Wost Tweasure            | 1991年2月6日   |
| 51話 Baloo Thunder                           | 1991年2月7日   |
| 52話 The Road to Macadamia                   | 1991年2月7日   |
| 53話 he Sound and the Furry                  | 1991年2月8日   |
| 54話 Destiny Rides Again                     | 1991年2月11日  |
| 55話 he Incredible Shrinking Molly           | 1991年2月12日  |
| 56話 Paradise Lost                           | 1991年2月13日  |
| 57話Flying Dupes                             | 1991年2月19日  |
| 58話 Stuck on You                            | 1991年2月20日  |
| 59話 Bygones                                 | 1991年2月21日  |
| 60話 The Ransom of Red Chimp                 | 1991年2月22日  |
| 61話 Bullethead Baloo                        | 1991年2月25日  |
| 62話 大Mach One for the Gipper               | 1991年4月8日   |
| 63話 A Bad Reflection on You Part 2          | 1991年3月3日   |
| 64話 Jolly Molly Christmas                   | 1991年8月8     |
| 65話 our Baloo's in the Mail                 | 1991年8月8日   |

## 主題曲
「航空小英雄主題曲」
演唱 - Jim Gilstrap、台詞 - Ed Gilbert

## 工作人員
- 導演 - Bob Taylor、橋本三郎
- 作畫監督 - Toby Shelton、山本繁
- 音響監督 - Ginny McSwai
- 動畫製作 - 日本華特迪士尼動畫、TAMA PRODUCTION、法國華特迪士尼動畫（法國）、Jade Animation（中國香港）、宏廣股份有限公司（台灣）、en|Hanho Heung-Up（韓國）、Sunwoo Entertainment（韓國）
- 製作 - 華特迪士尼公司

## 外部連結
- 英語非官方網站
- Super Baloo Polska （页面存档备份，存于）